# Roanoke (Alabama)
Pour les articles homonymes, voir Roanoke.
Roanoke est une ville située dans le comté de Randolph, dans l'État de l'Alabama aux États-Unis. Lors du recensement de 2010, sa population s'élevait à 6 074 habitants.

## Démographie
| 1880 | 1890 | 1900  | 1910  | 1920  | 1930  | 1940  | 1950  |
| ---- | ---- | ----- | ----- | ----- | ----- | ----- | ----- |
| 327  | 631  | 1 155 | 2 034 | 3 841 | 4 373 | 4 168 | 5 392 |

| 1960  | 1970  | 1980  | 1990  | 2000  | 2010  | - | - |
| ----- | ----- | ----- | ----- | ----- | ----- | - | - |
| 5 288 | 5 251 | 5 809 | 6 362 | 6 563 | 6 074 | - | - |